# エターナルナイツ
『エターナルナイツ』(ETERNAL KNIGHTS)は、コナミより発売されたネットワーク通信対応のメダルゲームである。本項では続編である『エターナルナイツ2 〜封印の聖石〜』（ - ふういんのせいせき）以降の全作品についても記述する。

## 概要
ダンジョン探索型RPG『モンスターゲート』シリーズの続編として、2007年8月1日に稼動開始した。モンスターゲートオンラインIIからのデータ引継ぎは行っていない。
2007年11月の時点で、人気があった割には全国で207店舗しか稼働しておらず、メダルゲームは1ゲームプレイしたら交代といった店舗内ルールがないのが普通な関係上、筐体が混む時間帯の場合は、プレイできるようになるまで何時間も待たされる場合もあった。
続編として以下の作品が稼働している。旧作からのデータ引継ぎは可能。
- 2008年12月17日：『エターナルナイツ2 〜封印の聖石〜』
- 2010年3月3日：『エターナルナイツ3 〜勇者の系譜〜』
- 2011年3月28日：『エターナルナイツ4 〜響きあう魂〜』
- 2012年3月21日：『エターナルナイツTRUST』
- 2013年8月1日：『エターナルナイツLEGEND』
  - 2014年2月25日：『エターナルナイツ勇者覚醒』 - 『 - LEGEND』の追加ゲームモードとして実装されたPASELI専用ダンジョンRPG
- 2014年12月18日：『エターナルナイツBLAVE』- 最新作

続編エターナルナイツ2に於いて、システム、サービス上各種変更点がある。以下に挙げる内容はそのごく一部である。
- e-Amusementサービス利用時、管理者画面からダイレクトに申し込みができるようになった。

方法は設定画面でレバーを■右上■に入力した状態で■ダッシュ■ボタンを入力
サービス利用料は一台当たり月額2,500円。このサービス利用料は変更される可能性がある。
※e-Amusementサービス非利用時はオフラインモードとなり各種ゲームプレイが制限されることとなる。
- P/O率の下限の変更（10%）。
- ダンジョンクリア時のボーナス配当設定の変更（要はプーニャ風船の飛び易さ）。

※この設定を低くすると結果的に他の要素での配当が多くなる。
- デモ画面時の音量の10段階化（前作は5段階）、ミュートも使用できるようになった。

その他変更がない部分として、
- カード合成時に発生するBET
- カードトレード時に発生するBET

はP/O率の計算に用いられない。つまりここで100枚使った所でプレイヤーのIn枚数には加算されずMainのIn枚数にのみ加算され、期待できる還元枚数は0枚固定である。

## ストーリー
かつて繁栄した王国があったが、堕落した為、神の怒りを受け滅ぼされた。残された人々は、モンスターが支配する地に王国を再興するという、神の試練に挑む。

### プレイヤーキャラクター
1人の人間で、ファンタジーRPGの勇者に相当する。

## システム
ゲームは以下の繰り返しになっており、ダンジョン（ステージ）への挑戦時にクレジット（メダル）を支払い、攻略に成功すればクレジットを獲得できる。
ゲームモード選択→城（ダンジョン）選択→持ち込みカード選択→冒険→クリアボーナス取得
1つの城には1度に1プレイヤーしか挑戦できない。クリアした城はそのプレイヤーキャラクターの所有となり、他プレイヤーがその城に挑戦すると、プレイヤーへの収入となる。同じ店舗でプレイするプレイヤーと協力し、王国（店舗）を発展させると、選択できるダンジョンが増えていく。王国同士が1王国対1王国で対決するイベントもたまに発生し、この時は各キャラクターが相手王国の城に挑戦し、勝った王国は負けた王国から国力を奪う。

### 操作方法
筐体には、タッチパネル、メダル投入口、e-AMUSEMENT PASS挿入口、ボタン×2（カード排出、メダル排出）と、Quest of Dのような8方向レバー、ボタン×4（攻撃/決定、キャンセル、アシスト、アイテム）がある。
レバーでキャラクターの移動を行い、攻撃ボタンで攻撃を行う。アイテムボタンは画面下中央で選択したアイテムなどを使うための物で、押した時の効果は選択したアイテムによって異なる。尚、画面はタッチパネルとなっており、アイテムを拾ったり持っているアイテムの中から使う物を選択したりする際にパネルに触れる方法もある。レバーとボタンのみでも、パネル操作のみでもプレイする事が可能である。

### ルール
ローグのように、ターン制で、PCが1回動く（歩く・攻撃する・マジックカードを使う）たびにモンスターが1回動く。

## 内容
ダンジョンをクリアしていくシナリオモード（初心者向け）・クエストモード、店舗（王国）の領地を発展させ店舗単位で競うドリームオデッセイモードの他、スロットマシン系のゲームが存在する。クエストモードを進めてクエスト達成レベルを上げると、ドリームオデッセイモードやカードトレード機能が使用可能になっていく。ドリームオデッセイモードでは、クリアした城にマジックカードのモンスターを配置でき、王国同士がオンライン対戦するドリームオデッセイバトルが定期的に開催される。
ドリームオデッセイバトルでは、P/O（ペイアウト）の関係上、スロットマシンゲーム等であらかじめメダルを浪費する（飲ます）行為を行った後は、ゲームの難易度が簡単になる（＝城攻略時間の短縮）為、メダル単価の低い店舗ほど勝ちやすいという状況は前作同様である。

### ステージ
ローグのように、各ダンジョン（城）の構造は毎回ランダムに設定される。城によって、フロア数、モンスターや罠の種類・強さが異なる。以下の城は全体のごく一部である。
KOALA城クエスト6の城。フロア数：8、レベル：3。凍って滑る床がある。クリア報酬90クレジット。
KANGAROO城クエスト6で最後に出現する、ボスのいる城。フロア数：7、レベル：3。滑る床に注意。クリア報酬60クレジット。
FORTUNE城クエスト1の島に出現する事がある幻の城。フロア数：1、レベル：10。ブラックビーンが多数出現する。クリア報酬50クレジット。
HEAVEN城クエスト1の島に出現する事がある幻の城。フロア数：30、レベル：10。クリア報酬1,000クレジット。

### プレイヤー側キャラクター
作成時に所定のクレジットを支払い、名前・性別・外見・職業を選択する。外見のみ後でも変更できる。キャラクターを消去して、再度作成する事も可能。
e-AMUSEMENT PASS1枚で、7人までキャラクターを作成可。各キャラクターはそれぞれ作成した店舗でのみ使用可能で、クエスト達成レベル・持ち物等は完全に独立しており共有はできない。プレイヤーキャラクターには職業ごとに外見や戦闘の特徴、装備できるアクセサリーなどが変わってくる。
戦士
攻撃、防御のバランスに優れ、基礎能力が優れている職業。
スラッガー
会心の一撃が出やすい攻撃重視の職業。通路内での視界が広い。モンスターゲートとは違い、新しい部屋に入ってもHP増加はせず、HP回復もしなくなった。
魔法使い
攻撃力が低いが、魔法系マジックカードの威力が強力になり通路内で視界が広い。
ギャンブラー
防御が不安定だが高配当。装備が当たりやすいギャンブラースロットができ、宝石やクリアの証、宝箱の位置を把握できる。
セイント
戦闘能力がかなり低いが、敵を倒した時仲間にする事がある。各ダンジョンを仲間モンスターのプーニャを仲間にしている状態でスタートできる。
ピエロ
エターナルナイツで追加された職業。広範囲攻撃が特徴。攻撃を受けてしまった時にカードを落としてしまうのが弱点。
ヴァンパイアハンター
エターナルナイツ2で追加された職業。悪魔城ドラキュラより。ムチで遠距離攻撃・移動、マジックカードの取得ができる（遠距離攻撃はボスモンスターには無効）。
侍
エターナルナイツ4で追加された職業。特殊能力としてクリティカルヒット時に連続攻撃を繰り出したり。死亡時にランダムでHP1で復活がある。
トレジャーハンター
エターナルナイツLEGENDで追加された職業。移動と攻撃と同時に行うキャラクター。敵を倒した時にカードや宝箱を他の職業よりもゲットする確率が高く、フロア内の宝箱の位置を把握できる特殊能力を持つ。
モンスターゲートに存在した職業の見習い、魔人は登場していない。

### 敵キャラクター
各雑魚キャラクターは、それぞれ用のマジックカードを入手すれば召喚可能。各雑魚キャラクターの記述は省略。

ボスは2ターンに1度移動する。以下のボスは全体のごく一部である。
ベリアルKANGAROO城のボス。

### 用語
ショートプレー
e-AMUSEMENT PASSを使わずにプレイするゲームモード。キャラクター・持ち物を次のプレイまで保存できない。
- TUTORIAL：ゲームの一連の流れを覚えることができるモード。
メダルは増えないが2BETしか使わないので小さな子供がやることがある。
- STEP UP：3枚のカードで白城を攻略。
- STANDARD：2枚のカードで二つの黄城を連続で攻略。

5連続クリアでボーナスゲームがプレイできる。
- PROFESSIONAL：3つの城を連続で攻略。

5枚のカードで城をクリアするとさらに3枚もらえ、最後の城をクリアするとボーナスゲームがプレイできる。メダルが増える可能性が高いが、消費する可能性も高いのでハイリスク・ハイリターンである。なお、同じ城でも難易度が毎回異なる場合もある。
マジックカード
ダンジョンやスロットゲームで入手する。Quest of D等と異なり、実物のカードが筐体から出てくるわけではない。ダメージ系、移動補助、ダメージUP、便利系、モンスター等の種類がある。ダンジョン内で持てる数には制限があり、使用時にクレジットを消費する。ネットワーク通信を通じて他プレイヤーとトレードでき、複数のカードを1枚に合成できる。使用すると原則的に無くなる。

## エターナルナイツ2 〜封印の聖石〜
2作目では沢山の新要素が登場している。

### Arg（アーグ）・アクセサリーショップ
前作のフィギュアポイントに代わって導入されたポイントシステム。ゲーム中に宝石やクリア報酬、カジノなどの配当に対して10Arg〜を獲得できる（次回プレー時に獲得できる場合もある）。これら獲得したArgはアクセサリーショップにてカスタマイズアクセサリーやフィギュアを購入することが出来る。なお、カスタマイズアクセサリーは共通装備可能な物の他に特定の職業だけに装備（販売）可能な物もあるので注意。

### ストーリーモード
今作から追加された初心者向けの一人用モード。最初にショートプレー内の「TUTORIAL」とほぼ同じ内容がBETなしで出来るほか、ストーリーを進めて行くとオリジナルのカスタマイズアクセサリーが獲得できる。

#### 主な登場人物
- レニア（16歳） オデッセイ王国の巫女。
- リーガス（53歳） 王国軍の部隊長で、20年前のオデッセイ建国戦争の勇者の一人。
- グラーディア（34歳） オデッセイ王国の宮廷付きの、占星術師。

ほぼフルボイスだが、キャストは明かされていない。

#### ストーリー
オデッセイ建国戦争より20年。各地を荒らしていたモンスター達も姿を消し、世界に平和と秩序が戻りつつあった……。
そんなある日……。

### イージーモード・ハードモード
クエストにて、初心者向けの要素として難易度の低いイージーモードを搭載し最初から選択が可能となっている。また、クエストを全てクリアすると最高難易度のハードモードが選択可能になる。

### スピードバトル
今作から搭載された新モードの一つ。オンライン対戦で、4人のプレイヤーがダンジョンクリアのスピードを競うダンジョンバトル。
- 全国対戦（お気楽：斜め移動限定の簡単なダンジョンが舞台で昇級は初段まで・真剣：高速移動限定のやや難しいダンジョンが舞台）・店内対戦が選択可能。
- このモードではスピードバトル専用マジックカードを使用する為クエストやドリームオデッセイなどで集めたカードを使用しない（勿論このモード内で集めたカードを獲得することも出来ない）。専用カードの中には本モード限定のオジャマカードが落ちていることがあり、このカードを上手く使用して相手を妨害し対戦を有利にすることが出来る。
- 体力がゼロになった場合は1つ下のフロアから再スタートとなる。
- 他のプレーヤーの位置は分かるが、相手プレイヤーが戦っているモンスターや落ちているカードは見ることが出来ない。但し、オジャマカードを持っているプレーヤーの頭上には「！」マークが表示されている。
- トップがクリアの証を手に入れてから30秒のカウントダウン（ラストバトル）が始まる。この時間が経過するか制限時間（5分〜6分）を超えるとバトルは終了。結果発表となる。到達フロア順（もしくはクリアタイムなど）で順位が決定するが同じ場合はレベルで判定する。
- 成績によって級・段位が上昇する。昇級・昇段するとアクセサリーを獲得でき・全国ランキングによって称号を手に入れることが出来る。本モードで獲得可能なアクセサリーを全て取りきるとそれ以降はArgが支給される（Argはプレイごとに獲得）。
- 登録した店舗外でも同じキャラクターでプレー可能。

なお、ストーリーからはじめた場合はクエストを2エリアクリアしないと出現しない。

### 前作からの変更点
- フィギュアポイントは上述の「Arg」に代わって廃止。
- ワールドバトルは上述のスピードバトルと同様ストーリーからはじめた場合はクエスト2エリアクリアで出現。
- 職業に「ヴァンパイアハンター」が追加。
- カジノ内の「SEVEN-D」にIIが追加。
- モンスター大量追加。

#### ドリームオデッセイモードでの変更点
- ストーリーからはじめた場合クエスト3つクリアで出現。
- ドリームオーブに「一定時間イージーモード」が追加。オーブチャンス中にダンジョン攻略を開始した場合は、ダウンしない限り時間終了後もクリアするまでイージーモードとなる。イージーモード中はガーディアンリングが自動的に装備される。
- ダンジョン占領時にガーディアンスロットにてダンジョンを変更するか選択が可能に。
- マップが変更され、小・大の二種類のマップからプレーヤー人数に応じて自動的に選択される。
- アイランド内に設置できる建物が追加され、発展ポイントを消費して好きな建物を設置できるようになった。

### 備考
- コナミのメダルゲーム機としては、GI-HORSEPARK EXに続いて2機種目となる、e-AMUSEMENT PASSの利用できる筐体でもある。
- エターナルナイツ2ではモンスターゲート2以来となるPC向けの体験版が作られた。スペシャルサイトからのダウンロードや設置店舗で無料配布されている体験版CDで遊ぶことが出来、クリアすると限定カスタマイズアクセサリーが獲得できるパスワードが発行される。このパスワードは3以降でも使用することが可能。

## エターナルナイツ3 〜勇者の系譜〜
基本的に2作目と変わらず、新要素が少し登場している。

### Arg（アーグ）・アクセサリーショップ
前作と変わらない。追加として、アクセサリーによりBGMが変更できるようになった。

### エターナルリンク
友人を誘ってプレイしてもらう事で、双方に特典が貰える機能。
親である「マスター」がパスワードを発行して子である「リンカー」に伝え、クエスト3をクリアするまでにマスターにもらったパスワードを登録するとリンカーになれる。
誘った友達のプレーによって、リンカーにはプレゼントがもらえ、マスターにはArgボーナスが貰える。
友達がエターナルナイツを楽しめるように、しっかりサポートしてあげよう！

### ゴールドラッシュ
宝石カードを取った場合一定確率でこの現象が起こる。
GOLDラッシュが発動するとコイン抽選が行われる。ゴールドコイン、シルバーコイン、ブロンズコインが出る。
抽選が終わった後は攻撃するごとにメダルを入手。しかし一回攻撃するごとにコインの数字が1ずつ減っていく。0になった場合連チャンか終了抽選が始まる。
また、まだGOLDラッシュが続いている時に宝石カードを入手すると、再抽選が行われる。ここでゴールドコインになったりの逆転も可能。
また、GOLDラッシュが終わっていない場合でクリアすると何かが起こったはずだ。しかし次のダンジョンに引き越しは出来ない。

### ダンジョンチャンピオン
今作から搭載された新モードの一つ。指定された3つ〜4つのダンジョンクリアの腕前を競うダンジョンバトル。1日1回挑戦可能で、指定ダンジョン全部クリアで合計ポイントがランキングに登録される。期間以内ならベスト記録を塗り替えられる。1週間経過で結果発表され、入賞者はボーナスが貰える。

### 前作からの変更点
- 「トロッコ」や「壊せる障害物」、「魔法スイッチ」の追加。
- カジノに「フィーバースロット」が追加。
- モンスター大量追加。

#### ドリームオデッセイモードでの変更点
- 引き分けの撤廃（下位店舗に5ポイントのアドバンテージ）。
- ドリームオーブに「一定時間モンスター正体不明」が追加。

## エターナルナイツ4 〜響きあう魂〜
基本的に3作目と変わらず、新要素が少し登場している。

### エターナルユニオン
ダンジョン攻略中に、他のプレイヤーと出会うことでフレンドになれる。
フレンド同士で顔アイコンによるメッセージのやりとりやカードのサポートが可能。
フレンドとの協力を重ねることで王国（店舗）の同盟が結成される。
同盟のアイランドに自由に行き来できるメリットが。
- アイランドにレイドボスである「巨大モンスター」が一定期間登場。巨大モンスターを倒すことで報酬が貰え、3時間以内に倒せないと討伐失敗、いくつか建物が崩壊する。

### 王国への帰還
期限切れになったデータを復活できる。
前作からの変更点
- 職業に侍が追加。
- 「スキップ床」や「転がる岩」の追加。
- 新モンスター追加。
- アクセサリーの大量追加

備考
- コナミのメダルゲーム機としては唯一となる、「KONAMI Arcade Championship 2012」にスピードバトルが参戦。

## エターナルナイツTRUST
基本的に4作目と変わらず、新要素が少し登場している。
パーティーダンジョン
今作から搭載された新モードの一つ。マルチプレイオンラインで、4人のプレイヤーが協力してダンジョンクリアを目指す。
- 成績によって獲得できる報酬がかわる。

なお、クエストを2エリアクリアしないと出現しない。
ながらカジノ
今作から搭載された新モードの一つ。ダンジョン攻略とカジノが同時にできる。
- カジノにより、カードの獲得が短時間で出来る。入手カードはホルダーに入るため、攻略にはコール経由でないと使えない。

PASELI対応
今作から搭載された新モードの一つ。
- 座ったまま、メダルの購入が可能。
- PASERL専用のショップが登場。専用アイテムにより、「ゲームスピードが2倍」になったり「カード転送」で貴重なカードを安全にホルダーに保管したりできる。

おでかけモンスター
今作から搭載された新モードの一つ。e-AMUSEMENT GATEと連動して、サイト内で育てたモンスターが他のプレイヤーと一緒に冒険できる。
- おでかけしたモンスターが、他のプレイヤーと冒険するとスタンプを入手。
- 溜まったスタンプにより、アクセサリーなどの報酬が貰える。

### 前作からの変更点
- 「凍えるとダメージを受ける」暖をとりながら進むダンジョンや「転送床」の追加。
- アクセサリーの追加。
- モンスター追加。

## エターナルナイツLEGEND
- 新職業としてトレジャーハンターが登場する。

### エターナルナイツ勇者覚醒
2014年2月25日に稼働開始したPASELI専用ゲーム。

## エターナルナイツBLAVE
- 協力大戦ができるようになった。　続編はエルドラクラウン。